# Gotthard Böhmer
Gotthard Böhmer, född 1883, död 18 februari 1924, var en svensk socialdemokratisk journalist och agitator.
Böhmer verkade först som platsredaktör i Hudiksvall för Gefle Arbetarblad och Nya Samhället i Sundsvall, sedan som medarbetare i Jämtlands Folkblad och Social-Demokraten. 1918 blev han huvudredaktör i Blekinge Folkblad, men stannade där endast i ett år och började därefter arbeta för Nya Dagligt Allehanda. Han avled på Sabbatsbergs sjukhus efter en längre tids sjukdom.